# Vodafone Iceland
Vodafone Iceland ist der Markenname des privaten isländischen Telekommunikations- und Medienunternehmens Sýn hf., vormals Fjarskipti. Es ist Franchise-Nehmer von Vodafone.
Das Unternehmen beschäftigt nach der Übernahme großer Teile des Medienunternehmens 365 miðlar Ende 2017 über 500 Mitarbeiter. Vodafone Iceland steht im Wettbewerb zu dem ehemals staatlichen Telekommunikationsunternehmen Síminn. 
2006 erreichte das Unternehmen einen Umsatz von 140 Millionen US-Dollar (rund 106 Millionen Euro).
Vodafone Iceland bietet Festnetz- und Mobilfunk-Telefonie sowie Internetdienstleistungen für Privat- und Firmenkunden an. Von 365 miðlar hat Sýn 2017 mehrere Fernseh- und Radiosender, darunter Islands größten und ältesten privaten Fernsehsender Stöð 2, sowie die Nachrichtenwebsite visir.is übernommen.

## Geschichte
2003 schlossen sich die Unternehmen TAL, Halló-Frjáls Fjarskipti und Íslandssími als OgVodafone zusammen, welches 2006 zu Vodafone Iceland umbenannt wurde. 

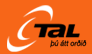
Historisches Logo von TAL